# Xianbei

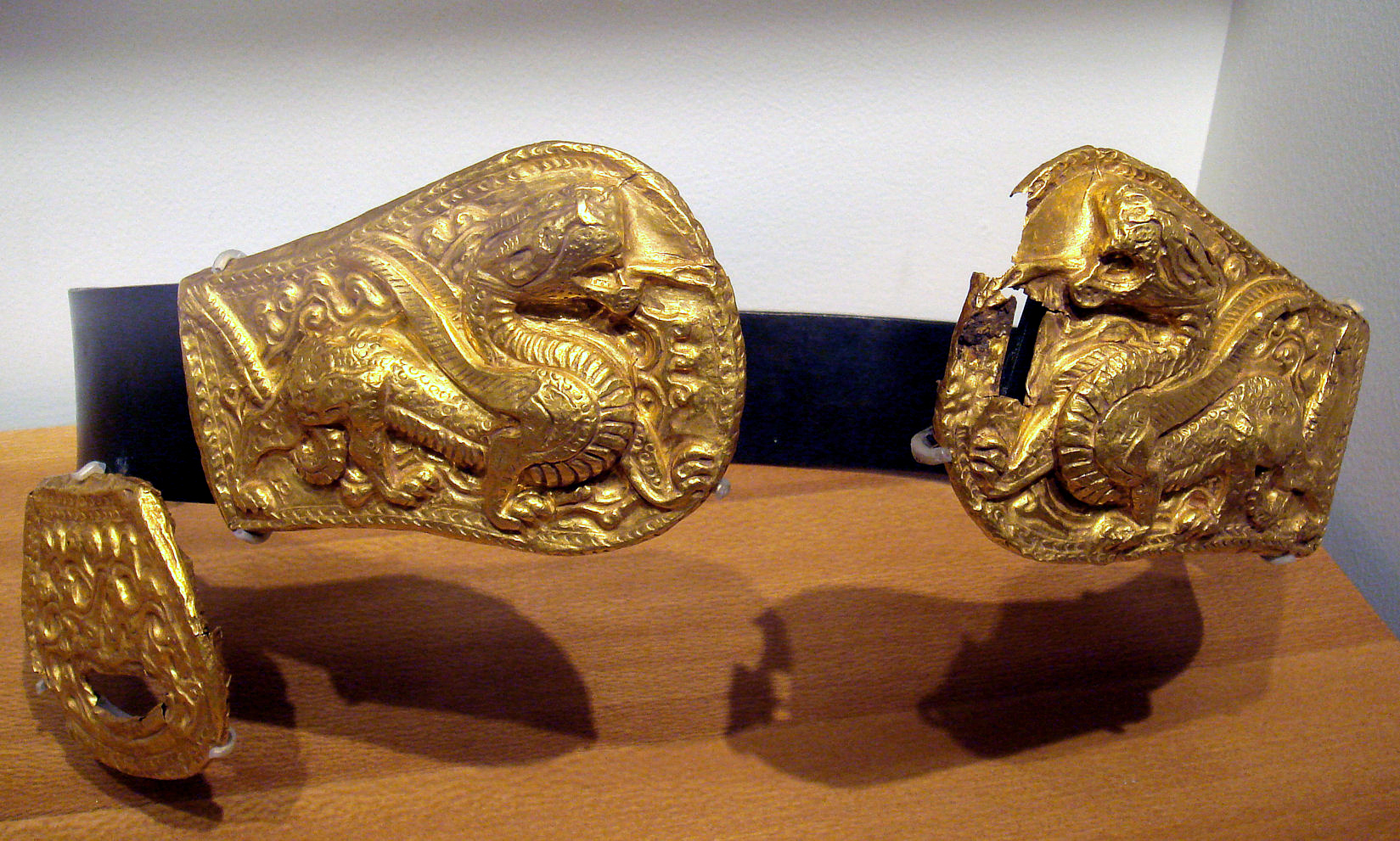
3e of 4e-eeuwse riem met Xianbei-gesp

Xianbei of Särbi waren een vermoedelijk Mongools nomadenvolk dat in Mongolië en Mantsjoerije leefde, en van 93 tot 234 AD een rijk stichtten dat de grenzen van China bedreigde. Ze waren afstammelingen van de Donghu. 
De Xianbei kwamen uit de oostelijke Euraziatische steppe.  
Na de val van de Han-dynastie hebben zij gedurende de Periode van de Zestien Koninkrijken een aantal Chinese staten gevormd, waaronder Vroeg en Laat-Yan, West-Qin en Zuid-Liang. Hun belangrijkste staat was echter Noordelijk Wei, een directe voorloper van de Sui-dynastie. 
Veel Xianbei veranderden hun gewoontes en achternamen, nadat ze naar China waren geïmmigreerd. De Xianbei zouden veel veroverde gebieden siniciseren 
De Toba Xianbei, Rouran en Kitan zouden afstammelingen zijn van de Xianbei. Duizend jaar geleden werden de Xianbei door de Han-Chinezen beschouwd als barbaren en werden muren gebouwd om ze buiten het Chinese rijk te houden. 
- Library of Congress Control Number: sh2004006857
- Bibliotheek van het Japanse parlement: 00570735
- Nationale Bibliotheek van Israël: 987007561397105171